# ロード&トラック
ロード&トラック（Road & Track、略してR&Tとも）は、1947年から発刊されているアメリカの自動車雑誌であり、ハーストマガジンから年に6回発刊される。編集オフィスはニューヨークにある。

## 沿革
ロード&トラックは、友人同士であったウィルフレッド・H・ブレーハウトJr.とジョセフ・S・フェネシーによって、1947年にニューヨーク州ヘムステッド で立ち上げられた。1947年から1949年にかけて6回しか出版されなかったが、初期の頃は苦戦した。 1952年までに、定期寄稿者で編集者のジョン・R・ボンドとその妻エレインがこの雑誌の所有者となり、1972年にCBSパブリケーションズに売却されるまで雑誌は成長を遂げた。
タイトルの アンパサンド（&）は、1955 年に当時編集長のテリー・ガラノイによって導入された。彼は、当初のタイトルであった「Road and Track」が瞬時に目にしたときに、長すぎてニューススタンドで効果的に認識できないため、雑誌名の「and」という単語を置き換えた。
1988 年に、アシェット・フィリパッキ・メディアがこの雑誌の所有権を引き継いだ。 2008年10月、マット・デロレンゾが20年間編集長を務めたトス・L・ブライアントの後任として編集長に就任した。ハースト・マガジンズは 2011 年にこの雑誌を買収しました。2012 年 6 月にラリー・ウェブスターが編集長に就任し、デロレンゾはその出版物のアドバイザーになった。さらに、同誌は運営をカリフォルニア州ニューポートビーチからミシガン州アナーバーに移した。
2016年2月、ウルフキルが彼の後任として指名された。 2019年3/4月号で、ウルフキルはミシガン州の編集局が閉鎖され、出版物がニューヨークのハーストタワーに移転すると発表した。彼のLinkedInプロフィールには、ロード&トラックでの最後の日付として 2019 年2月が記載されている。当時ロード&トラックのウェブサイトディレクターだったトラビス・オクルスキーが、2019年5月号から編集長の役割を引き継いだ。
同じく自動車雑誌であるカー・アンド・ドライバーとは、ハーストの姉妹出版物という関係にあり、同じ広告、販売、マーケティング、発行部を共有している。ただし、両社の編集業務は異なり、出版社も別々に存在する。
2020年8 月に、この雑誌はエレガントなデザインと詳細な特集記事を強調した大判の隔月刊誌に移行した。以前にザ・ドライブ・フォー・タイム株式会社を立ち上げた次期編集長のマイク・ガイは、エグゼクティブ・エディターのダニエル・パンドとクリエイティブ・ディレクターのネイサン・シュローダーを雇用し、共同でロード＆トラックをより豪華な180ページの愛好家向け雑誌として作り直した。 「ザ・スモーキング・タイヤ」のマット・ファラーとベストセラー作家のA.J. ベイム(「Go Like Hell」、「まさかの大統領」の著者) が編集者として加わった。
2024年1月、元編集長のダン・プンドがロード&トラックの新しい編集長に就任することが確認された。

## 雑誌の内容
ロード&トラックでは新しい量産車、ヴィンテージカー、レースカーに焦点を当て、ドライブレビュー、ロードトリップ、比較テストを行う。ポール・フレール、サム・ポージー、F1チャンピオンのフィル・ヒルなど、元レーシングドライバーが素材に寄稿することが多い。他の著名な貢献者には、マクラーレン・F1をデザインしたゴードン・マレー、自動車会社幹部のボブ・ラッツ、ヘンリー・N・マニー3世、ピーター・イーガン、ジェイソン・カミサ、マット・ファラーが含まれる。
多くの自動車雑誌と同様に、ロード＆トラックは現在、ロード＆トラック・パフォーマンスカー・オブ・ザ・イヤーと呼ばれる毎年恒例の「カー・オブ・ザ・イヤー」テストを発行している。このテストの最新の受賞車は、2020年のヒュンダイ・ヴェロスターNである。

## ビデオゲーム
ロード＆トラックは、アコレードが MS-DOS用に開発した1992年のビデオゲーム「グランプリ・アンリミテッド」に貢献した。また、デザイナーが車両の挙動と音を実際の車に一致させるのを支援するために、1994年のビデオゲーム「The Need for Speed」にも貢献した。